# Nexus S
Le Nexus S est un smartphone codéveloppé par Google et Samsung, fabriqué par Samsung Electronics. Il est le premier smartphone à utiliser le système d'exploitation Android dans sa version Gingerbread, et le premier appareil Android à permettre la communication en champ proche. C'est la troisième fois que Google travaille avec un fabricant pour produire un téléphone, le premier étant le HTC G1, et le second étant le Nexus One, tous deux fabriqués par HTC. Son successeur, le Galaxy Nexus, fabriqué également par Samsung Electronics, a été dévoilé en novembre 2011.

## Développement
De nombreuses rumeurs ont précédé son annonce. Après le semi-échec commercial du Nexus One, Eric Schmidt avait indiqué qu'il n'y aurait pas de Nexus Two. Le PDG de Google avait donc indiqué qu'il n'y aurait pas de téléphone portant le nom de Nexus Two, mais pas réfuté un autre téléphone de la série Nexus.
Des photos prises avec le téléphone avaient été postées sur Picasa avant sa révélation, ajoutant ainsi du buzz autour du produit moins d'un mois avant sa présentation.
Eric Schmidt a montré officiellement pour la première fois le Nexus S pendant la conférence du Web 2.0 Summit le 16 novembre 2010. Il est revenu en détail sur la fonctionnalité NFC.
Le 6 décembre 2010, l'entreprise a présenté officiellement le téléphone.

## Sortie
Il est sorti à la fin de l'année 2010.
En Grande-Bretagne, le téléphone a été distribué à partir du 20 décembre 2010 avec une souscription chez Orange, T-Mobile, Vodafone ou O2. En France, SFR était pressenti, avec Bouygues Telecom, pour le distribuer, à partir de 2011. SFR devait distribuer le téléphone à partir du 18 février sur internet et à partir du 1er mars en boutiques ainsi que chez Bouygues Telecom et Virgin Mobile durant le mois de mars, mais le lancement se fera finalement le 4 mars.

## Caractéristiques techniques
L'appareil possède un gyroscope à trois axes, un accéléromètre, une boussole numérique et un détecteur de luminosité.
Contrairement au Nexus One, il ne possède pas de microphone secondaire anti-bruit à l'arrière du téléphone. Le système anti-bruit n'est que logiciel.

## Versions
Le Nexus S est produit en quatre versions différentes correspondant à des marchés différents. Les deux principales sont la version i9020 embarquant un écran Super AMOLED, destinée au marché américain, et la version i9023 embarquant un écran Super Clear LCD, destinée au marché européen. Cette dernière rend les couleurs plus proches du vrai mais moins contrastées. La version européenne est accompagnée d'une batterie plus puissante car la technologie LCD consomme plus que l'AMOLED. La version D720 est la dernière disponible du modèle 4G présent aux États-Unis. Une variante du modèle i9020, le M200, fut développé spécifiquement pour le marché coréen.

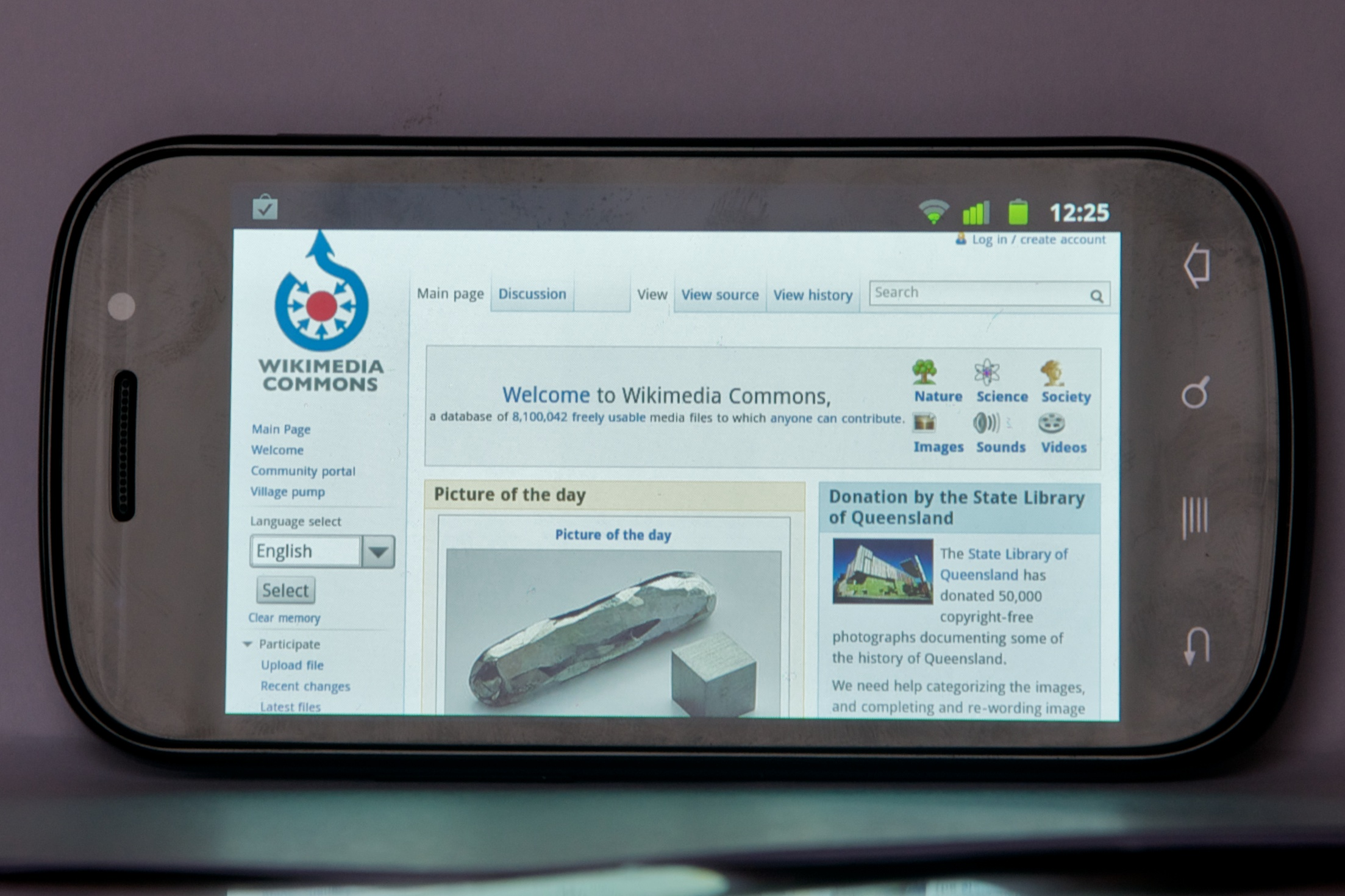
le Nexus S en format paysage